# Liste maltesischer Schriftsteller
Hier ist im Folgenden eine Liste maltesischer Schriftsteller zu finden.

## A
- Joseph Abela (* 1931), Priester, Dichter und auch Autor philosophischer Texte
- Kalcidon Agius (1917–2006), Dramatiker, Politiker der MLP sowie Sprecher des Repräsentantenhauses
- Joseph Aquilina (1911–1997), Autor und Linguist

## B
- Ġużè Bonnici (1907–1940), Autor, Mediziner sowie Politiker
- Rużar Briffa (1906–1963), Dichter
- Anton Buttiġieġ (1912–1983), Politiker und Präsident Maltas (1876–1981)

## C
- Charles Casha (* 1943), Kinderbuch-Autor
- Nikol Joseph Cauchi (1929–2010), römisch-katholischer Bischof und Autor
- Antonio Annetto Caruana (1830–1905), Archäologe sowie Autor
- Emmanuel George Cefai (* 1955), Autor philosophischer Kritiken
- Ninu Cremona (bürgerlich: Anthony Cremona, auch: Is-Sur Nin; 1880–1972), Autor
- Anastasju Cuschieri O.Carm (1876–1962), Dichter, Priester, Philosoph, Professor und Provinzial

## E
- Francis Ebejer (1925–1993), Mediziner, Lehrer sowie Dramatiker

## F
- Victor Fenech (* 1935), Poet, Verleger, Anglist, Maltesisch-Philologe und Historiker
- Oliver Friggieri (1947–2020), Dichter, Schriftsteller und Hochschullehrer

## G
- Guze Galea (1901–1978), Arzt, Autor und (Wissenschafts-)Journalist
- Maria Grech Ganado, Dichterin
- Adrian Grima, Dichter

## K
- Dun Karm, siehe Dun Karm Psaila (1871–1961), Dichter sowie Priester

## L
- Guido Lanfranco (* 1930), Autor naturgeschichtlicher sowie folklorischer Literatur
- Emilio Lombardi (1881–1956), Sachbuch- und Romanautor
- Igino Lombardi (* 1960), Elektriker, Schauspieler, Soldat und Autor

## M
- Manuel Magri (1851–1907), Jesuit, Ethnograf, Archäologe sowie Autor
- Immanuel Mifsud (* 1967), Poet, (Kinderbuch-)Autor und Dramatiker

## P
- Psaila, Dun Karm, siehe Dun Karm Psaila (1871–1961), Dichter und Priester

## S
- Frans Sammut (1945–2011), Sachbuch- und Romanautor sowie Schulleiter
- Karl Schembri (* 1978), Autor und Journalist

## V
- Mikiel Anton Vassalli (1764–1829), Autor, Linguist und Philosoph
- Karmenu Vassallo (1913–1987), Dichter, Philologe und Philosoph
- Ġan Anton Vassallo (1817–1868), sprachbegabter Autor, Poet und (Italienisch-)Professor

## Z
- Trevor Żahra (* 1947), Kunst- sowie Maltesisch-Lehrer und (Roman-)Autor
- Frederick Zammit (* 1970), Fernseh-Drehbuchautor, -Moderator sowie -Direktor